# Баррет, Рафаэль
Рафаэль Анхель Хорхе Хулиан Барретт и Альварес де Толедо (исп. Rafael Barrett ; 7 января 1876, Торрелавега, Кантабрия, Испания — 17 декабря 1910, Аркашон, Франция) — парагвайский писатель

, эссеист, публицист и журналист испанского происхождения. Оказал влияние на становление парагвайской литературы XX века.

## Биография
Родился в богатой испано-английской семье. В 1896 году переехал в Мадрид, где изучал инженерию. Принадлежал к Поколению 98 года. Вёл жизнь мадридской богемы, дуэлянт, азартный игрок. Постоянные вспышки гнева привели его в 1902 году к ссоре с высокопоставленным представителем дворянства, герцогом Арионским, на которого он напал в Парижском цирка, что вызвало серьёзный скандал.
В 1903 году был вынужден отправиться сначала в Аргентину, где занялся журналистикой, начал писать для разных газет, затем в Парагвай. В октябре 1904 года он прибыл в Вильету (Парагвай) в качестве корреспондента аргентинской газеты El Tiempo, чтобы рассказать о либеральной революции, которая происходила в этой стране. Там познакомился с молодыми интеллектуалами, которые, в основном, участвовали в революции. В декабре 1904 года Барретт поселился в Асунсьоне.
Участвовал в государственном перевороте Альбино Хара. Организовывал уход за ранеными на улицах Асунсьона. В октябре того же года Баррет был арестован по обвинению властей в жестоком обращении и пытках, нарушениях прав человека, о которых он писал в анархистской газете Germinal, но благодаря усилиям английского консула, Барретт был освобожден. В сентябре отправился во Францию.
Серьёзно заболел и лечился от туберкулёза. В 1908 году временно переехал в Монтевидео. В 1910 году он вернулся в Европу, тяжело больной, где вскоре умер. Её внучка Соледад Баррет Вьедма тоже участвовала в революционной борьбе и была убита бразильским военным режимом.

## Творчество
Сторонник идей философии жизни. Известен своими философскими рассказами, в них жизнь — единственная реальность, находящаяся в постоянном движении, которое невозможно описать. Для него идеал и тайна — это равные части реальности.
Писал о конфликте между религией и наукой, выступая за религию без догм, в которой человек творит Бога, как когда-то делал Иисус.
Барретт также занимался теорией эволюции и социального дарвинизма. Его исследования всегда касались философских последствий эволюции.
В 1908 году в статье Mi anarquismo он описывает себя как анархиста. «Я понимаю анархизм только как свободу ставить под сомнение политику», писал он. Баррет был поклонником Льва Толстого.

## Избранные произведения
- El dolor paraguayo. Montevideo, O.M. Bertani, 1911.
- Cuentos breves. Montevideo, O. M. Bertani, 1911.
- Mirando vivir. Montevideo, O. M. Bertani, 1912.
- Al margen. Montevideo, O. M. Bertani, 1912.
- Estudios literarios (1912).
- Ideas y críticas. Montevideo, O.M. Bertani, 1912
- Diálogos, conversaciones y otros escritos. Pról. de Alberto Lasplaces. Montevideo, Claudio García, 1918.
- Cuentos breves. Madrid, América, 1919.
- Páginas dispersas (Obra póstuma). Montevideo, Claudio García, 1923.
- Cartas íntimas. Con notas de su viuda Francisca López Maiz de Barrett; pról. Luis Hierro Gambardella. Montevideo, Biblioteca Artigas, 1967.
- «Mi anarquismo», en Anarkos. Literaturas libertarias de América del Sur. 1900 (Argentina, Chile, Paraguay, Uruguay). Compiladores: Jean Andreu, Maurice Fraysse, Eva Golluscio de Montoya. Ediciones Corregidor, Buenos Aires, 1990, p. 38.
- A partir de ahora el combate será libre. Recopilación de artículos prologados por Santiago Alba Rico, Madrid, Ladinamo Libros, 2008. ISBN 84-607-6754-X
- La Rebelión, Asunción del Paraguay, 15 de marzo de 1909.
- El terror argentino. Buenos Aires, Proyección, 1971,
- El dolor paraguayo. Caracas, Biblioteca Ayacucho, 1978.
- Sembrando ideas. Santander, Rodu, 1992.
- Hacia el porvenir.
- Obras completas. Santander, Tantín, 2010. 2 vol. Contienen: t. 1. Moralidades actuales ; El dolor paraguayo ; Lo que son los yerbales … (813 p.) — t. 2. Mirando vivir (2) ; Al margen ; Epifonemas … (724 p.)
- Moralidades Actuales. Pepitas de Calabaza, Logroño, 2010. ISBN 978-84-938349-0-6
- Reflexiones y epifonemas, Renacimiento, Sevilla, 2014. Edición de Cristian David López.
- Y el muerto nadó tres días. Libros de Itaca, Madrid, 2014. Selección de cuentos y escritos de Rafael Barrett, con prólogo de Francisco Corral. ISBN 978-84-942513-0-6
- The Woman in Love (versión en inglés de La Enamorada)